# فارلي وود (باركشير)
فارلي وود (بالإنجليزية: Farley Wood)‏ هي قرية تقع في المملكة المتحدة في جنوب شرق إنجلترا.